# Zamosze (przystanek kolejowy w obwodzie brzeskim)
Zamosze (biał. Замошша, ros. Замошье) – przystanek kolejowy w miejscowości Zamosze, w rejonie baranowickim, w obwodzie brzeskim, na Białorusi. Leży na linii Równe – Baranowicze – Wilno.